# Carlotta Ferlito
Carlotta Ferlito (* 15. Februar 1995 in Catania, Sizilien) ist eine italienische Kunstturnerin. Sie nahm zweimal an den Olympischen Spielen teil.

## Karriere

### Werdegang
Sie begann mit dem Turnen, als sie sechs Jahre alt war. 2007 zog sie nach Mailand, um dort mit ihrem Training fortzufahren.
2009 nahm Ferlito an der Gymnasiade in Doha teil. Im Mehrkampf wurde sie Sechste mit 53,950 Punkten. Am Schwebebalken gewann sie die Silbermedaille.
Im April 2010 nahm sie an der Turn-Europameisterschaft in Birmingham teil. Bei den Olympischen Jugendspielen in Singapur war sie im Aufgebot von Italien dabei. Im Mehrkampf wurde sie mit 55,350 Punkten Dritte. Mit 13,700 Punkten im Sprung gewann sie ebenfalls Bronze und wurde am Stufenbarren Sechste. Ihr bestes Ergebnis war die Silbermedaille am Schwebebalken mit 14,825 Punkten.

### 2011–2014
Im April 2011 nahm sie an den Turneuropameisterschaften in Berlin teil. Am Schwebebalken wurde Ferlito mit 14,500 Punkten Zweite.
Im Oktober desselben Jahres nahm sie in Tokio an ihren ersten Weltmeisterschaften teil. Im Mannschaftsmehrkampf wurde die italienische Mannschaft Neunte und verpasste damit die Qualifikation für die Olympischen Spiele.
2012 nahm sie am Qualifikationswettkampf für die Olympischen Spiele in London teil. Italien wurde Erster und qualifizierte sich damit für die Olympischen Spiele in London. Sie selbst wurde Erste am Schwebebalken.
Bei den Europameisterschaften in Brüssel wurde sie im Mannschaftsmehrkampf mit Italien Dritte.

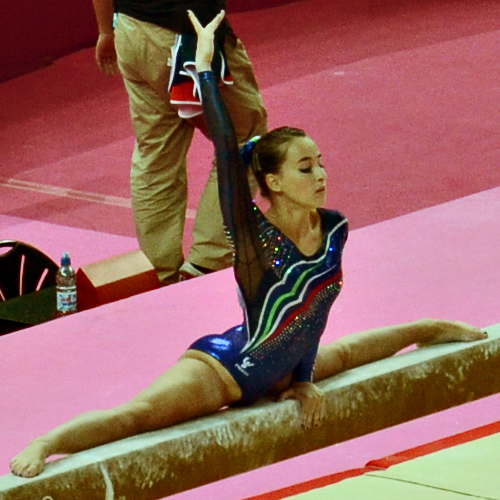
Ferlito bei den Olympischen Spielen in London

In London bei den Olympischen Spielen belegte sie im Mehrkampf mit 55,098 Punkten den 21. Platz. Mit der Mannschaft kam sie auf Platz sieben.
2013 nahm Ferlito in Moskau an den Europameisterschaften und Weltmeisterschaften in Antwerpen teil.

### 2015/2016
2015 nahm sie an der Weltmeisterschaft teil und qualifizierte sich für die Olympischen Spiele in Rio.
Bei den Olympischen Spielen in Rio wurde sie mit 56,958 Punkten im Mehrkampf Zwölfte und erreichte mit der Mannschaft das Finale nicht.